# Ahora noticias
Ahora noticias fue un noticiero chileno emitido por Mega entre el 25 de agosto de 2013 hasta el 22 de julio de 2019.

## Historia
Desde su creación en 1990, Mega (en ese entonces llamado Megavisión) tenía como servicio informativo principal al programa de prensa Meganoticias.
En 2013, Ahora noticias reemplazó a Meganoticias, luego de que este último pasase por una serie de cambios estructurales y baja audiencia.[cita requerida] La primera edición del nuevo noticiero se emitió el domingo 25 de agosto de ese año.
Durante 2014 tras el éxito en las series de ficción de Mega (teleseries turcas y el estreno de Pituca sin lucas) el noticiero pasó a liderar frente a sus competidores. 
El proceso tuvo desde 2013 como Director de Prensa a Jorge Cabezas, ex TVN y Canal 13, quien reforzó el equipo periodístico y de editores con profesionales venidos desde la competencia. Así el Área de Prensa de Mega tuvo una renovación de sus espacios y de sus colaboradores, entre ellos Alfredo Ramírez, Paolo Cordero, Paola Brovelli, Ángela Robledo, Isabel Tolosa, Felipe Gerdtzen, Jaime Huerta y Cristóbal Valenzuela.
En la noche de 1 de abril de 2014, Durante la Edición Central de Ahora Noticias con información de inmediato tras el Terremoto de Iquique de 2014 fue alcanzó de 8,2 que afectó a zona norte del país.
En marzo de 2015 Ahora Noticias mejoró sus gráficas su logo y un nuevo eslogan que decía "Si te afecta, nos importa".
En la tarde de 16 de septiembre de 2015, Cerca a las 20:00 horas, Interrumpió su programación por información del momento por Terremoto de Coquimbo de 2015 fue alcanzó de 8,4 que afectó a zona norte-centro del país
En la madrugada de 26 de noviembre de 2016, Cerca a las 3:15 Horas, Se rellenó por Cobertura tras la Muerte de Fidel Castro en la cuba (1926-2016)
En la mañana de 25 de diciembre de 2016, Cerca a las 11:30 Horas, Interrumpió su programación por información del momento por Terremoto de Chiloé de 2016 fue alcanzó de 7,6 que afectó a zona centro-sur del país
En la tarde de 24 de abril de 2017, Cerca a las 18:40 horas, Interrumpió su programación por información del momento por Fuerte sismo de Valparaíso de 2017 fue alcanzó de 6,9 que afectó a zona norte-centro del país
En julio de 2018 se comunicó la renuncia de Jorge Cabezas, por lo que la Dirección del Departamento de Prensa pasó a ser asumida por el exsubdirector del área, Cristóbal Valenzuela, con el objetivo de profundizar la modernización y transformar al Departamento de Prensa de Mega en el primer centro de noticias multiplataformas de Chile. Es así como se profundiza la distribución de contenido en web y redes, a cargo de Daniela Cartagena y se apuesta por una nueva señal de televisión por cable de corte informativo y de contexto, denominada Mega Plus, con nuevos informativos y programas de actualidad, a cargo de Paola Brovelli.
Con los buenos resultados de audiencia, el 21 de agosto de 2018 se anuncia que Mega pondría fin a Ahora noticias y traería de regreso a Meganoticias, con el objetivo de potenciar la marca Mega. Este cambio se efectuó el 8 de julio de 2019 en las plataformas digitales y el 22 de julio en televisión.

## Presentadores
Me Levanto con Mega
Presentadores: Priscilla Vargas y Rodrigo Herrera
Ahora Noticias Edición Matinal
Presentadores: Andrea Aristegui y José Antonio Neme
Comentaristas deportivos: Rodrigo Herrera
Ahora Noticias Edición Tarde
Presentadores: Priscilla Vargas y José Luis Repenning
Avance de Ahora Noticias
Presentado por: Soledad Onetto, José Luis Repenning, Francisca López, Juan Miranda, Claudia Salas, Ana María Silva, Carolina Gallardo
Ahora Noticias Edición Central
Presentadores: Soledad Onetto y José Luis Repenning (lunes a viernes) 
 Claudia Salas y Rodrigo Herrera (sábado) 
 Catalina Edwards y Juan Manuel Astorga (domingos)
Comentaristas deportivos: Felipe Bianchi, Rodrigo Sepúlveda, Rodrigo Herrera

#### Comentaristas
- Deportes
  - Rodrigo Sepúlveda
  - Rodrigo Herrera
  - Hiroshi Kido
  - Marcelo González
  - Daniel Ahumada
  - Felipe Bianchi
  - Alejandro Astudillo
  - Fabián Morales

- El Tiempo
  - Jaime Leyton
  - Gianfranco Marcone

- Internacional
  - Marianne Schmidt
  - Ana María Silva
  - Soledad Agüero

- Tecnología
  - Soledad Onetto

- Panoramas y Espectáculos
  - María Inés Sáez
  - Mauricio Huentenao

- Periodistas en Terreno
  - Jessica Camblor
  - Rodrigo Ugarte
  - Carolina Gallardo
  - Francisca Sepúlveda
  - Claudia Salas
  - Nilse Silva
  - Maribel Retamal
  - Clarisa Muñoz
  - Catalina Muñoz

- Entrevistas
  - Tomás Mosciatti

## Ediciones

### Mega 6 AM/Me Levanto con Mega
(2013-2019)
| Periodo                                | Presentadores     |
| -------------------------------------- | ----------------- |
| 2013-2019 (edición diaria)             | Priscilla Vargas  |
| 2013-2019 (edición diaria, reemplazos) | Gonzalo Jiménez   |
| 2013-2019 (edición diaria, reemplazos) | Carolina Gallardo |

### Edición matinal
| Periodo                    | Presentadores       |
| -------------------------- | ------------------- |
| 2013-2014 (edición diaria) | José Luis Repenning |
| 2013-2017 (edición diaria) | Catalina Edwards    |
| 2014-2019 (edición diaria) | José Antonio Neme   |
| 2013-2019 (reemplazos)     | Priscilla Vargas    |
| 2015-2019 (reemplazos)     | Rodrigo Herrera     |
| 2019 (edición diaria)      | Andrea Aristegui    |

- La edición matinal de Ahora Noticias solo se emitía los días hábiles, excepto cuando ocurría un acontecimiento noticioso relevante, como las elecciones de autoridades.

### Edición central
(2013-2019)
| Periodo                     | Presentadores         |
| --------------------------- | --------------------- |
| 2013-2019 (edición diaria)  | Soledad Onetto        |
| 2014-2019 (edición diaria)  | José Luis Repenning   |
| 2018-2019 (edición domingo) | Juan Manuel Astorga   |
| 2015-2016 (edición sábado)  | Fernando Solabarrieta |
| 2018-2019 (edición sábado)  | Rodrigo Herrera       |

### Edición mediodía
| Periodo                              | Presentadores       |
| ------------------------------------ | ------------------- |
| 2013-2014, 2019 (lunes a viernes)    | José Luis Repenning |
| 2013-2018 (lunes a viernes)          | Catalina Edwards    |
| 2015-2019 (lunes a viernes)          | José Antonio Neme   |
| 2013-2019 (lunes a viernes)          | Priscilla Vargas    |
| 2013-2016 (edición de fin de semana) | Gonzalo Jiménez     |
| 2013-2016 (edición de fin de semana) | Carolina Vera       |
| 2013-2016 (edición de fin de semana) | Carolina Gallardo   |
| 2013-2016 (edición de fin de semana) | Francisca López     |
| 2015-2016 (edición de fin de semana) | Claudia Salas       |
| 2015-2016 (edición de fin de semana) | Simón Oliveros      |

## Conductores anteriores
- 2013-2014 Francisco Eguiluz (edición de fin de semana, edición diaria, reemplazos)
- 2013-2015 Francisco Sagredo (edición de fin de semana, edición diaria, reemplazos. Comentarista Deportivo)
- 2013-2017 Simón Oliveros (se retira de prensa y llega al matinal Mucho gusto)
- 2013-2017 Maritxu Sangroniz (edición de fin de semana)
- 2015-2018 Fernando Solabarrieta (edición de fin de semana)
- 2013-2018 Juan Miranda

## Logotipos

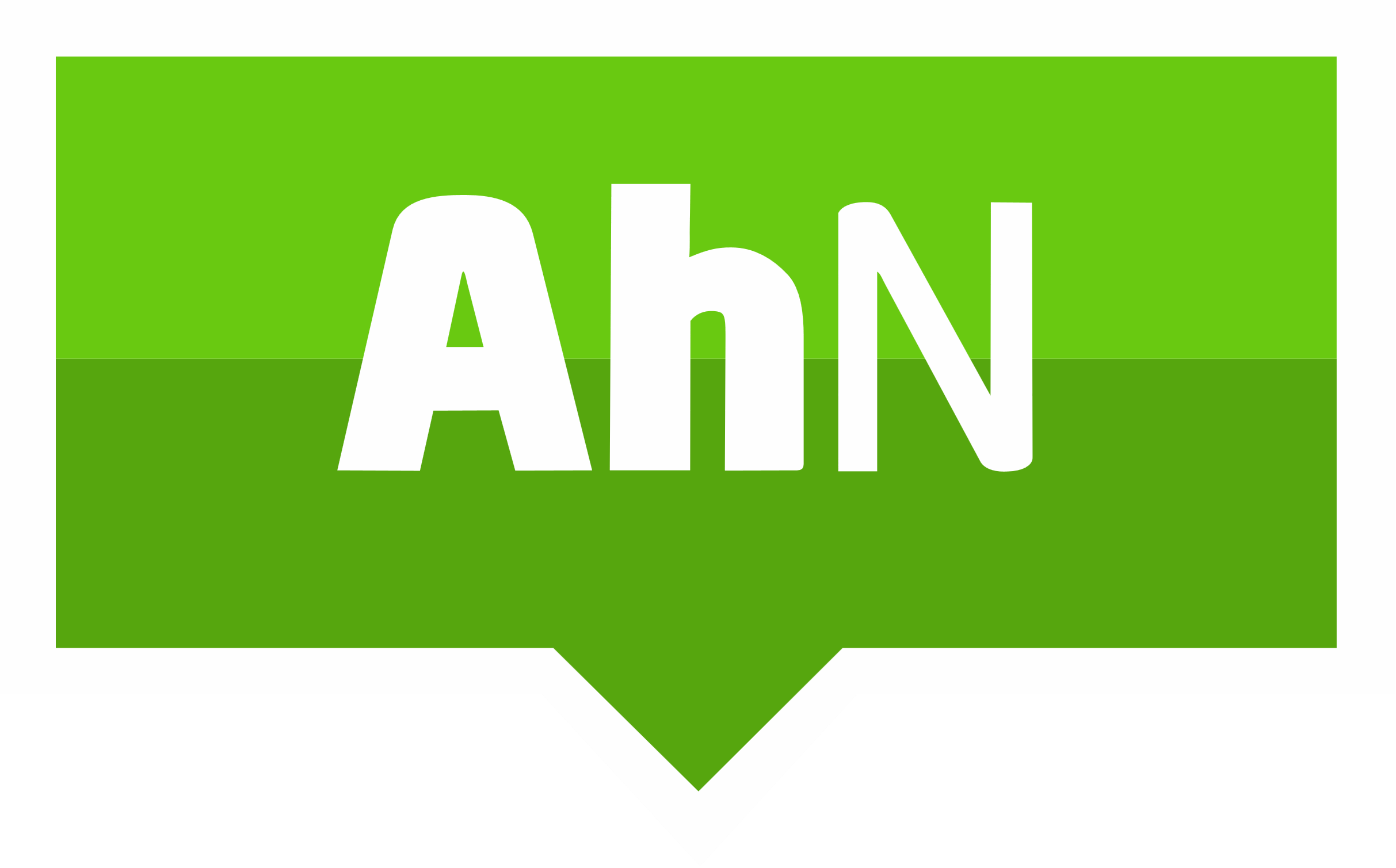
25 de agosto de 2013 - 16 de marzo de 2015
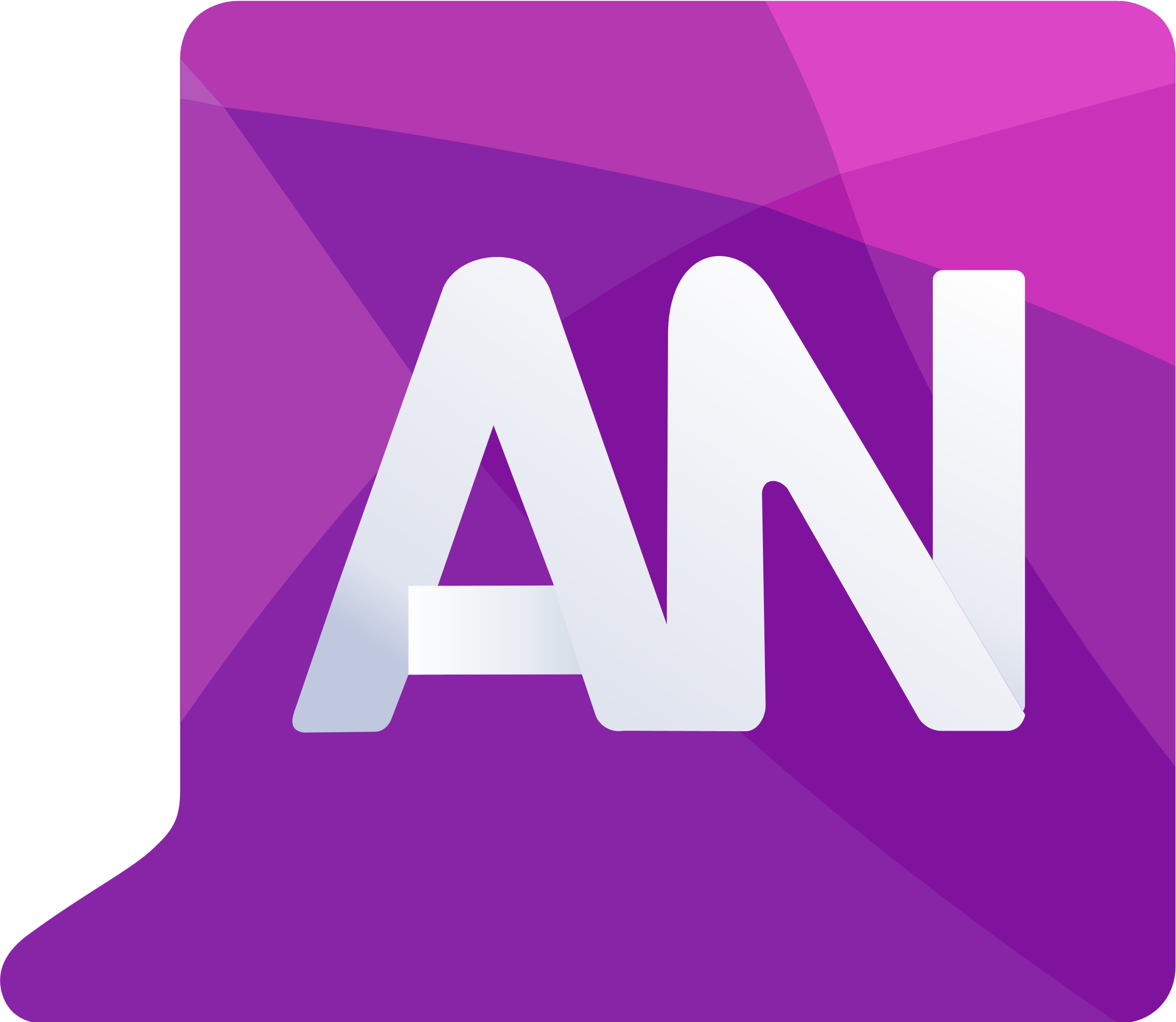
16 de marzo de 2015 - 22 de julio de 2019

- 25 de agosto de 2013–16 de marzo de 2015: Es un rectángulo de color verde degradado, con un triángulo del mismo color al medio del rectángulo, simulando un cuadro de mensaje tipo red social. La palabra «Ahora» va escrita en negrita, mientras que la palabra «Noticias» con letra normal. Ambas frases tienen las letras de color blanco. Otra versión del logotipo tiene la misma composición de forma y color, pero la diferencia es que solo dice «AhN» (Ah en negrita y la letra N de forma normal).
- 16 de marzo de 2015–22 de julio de 2019: Consiste en un cuadro de mensaje redondeado con su cola en el extremo inferior izquierdo y de fondo de órbitas de diversos tonos morados. En su centro la nueva sigla «AN» unidas ambas letras entre sí con degradados en sus cortes. El logotipo se asemeja en claras características a la anterior imagen corporativa de Mega.